# Willem van Reijen

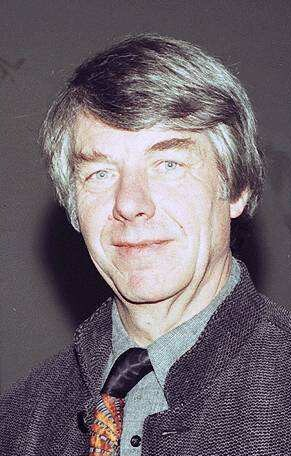
Willem van Reijen (1999)

Willem Lodewijk van Reijen (* 27. Juli 1938 in Ginneken en Bavel, Niederlande; † 4. Juni 2012 in Freiburg im Breisgau) war ein niederländisch-deutscher Philosoph und Soziologe.

## Leben
Willem van Reijen wurde als Sohn des Buchhändlers Louis August van Reijen und dessen Frau Dimphna Henriette Anna, geb. de Poorter, in Ginneken en Bavel (heute: Breda) geboren. Nach Erlangung der Hochschulreife am mathematisch-naturwissenschaftlichen Zweig der Rijks Hogere Burger School in Breda 1958 und des Diploms der Niederländischen Akademie für Wirtschaft und Welthandel (NOIB) in Breukelen 1960 studierte van Reijen Philosophie, Pädagogik, Germanistik und Psychologie an der Universität Leuven (Belgien) und der Albert-Ludwigs-Universität Freiburg. Zu seinen akademischen Lehrern gehörten Eugen Fink, Martin Heidegger, Werner Marx, Heribert Boeder, Rainer Marten, Gerhart Baumann und Robert Heiß. 1967 wurde van Reijen bei Eugen Fink in Freiburg mit einer Arbeit über den Zusammenhang des Verhältnisses von Anschauung, Denken und transzendentaler Einbildungskraft in der Transzendentale[n] Deduktion der reinen Verstandsbegriffe (Immanuel Kant) und des Verhältnisses von Befindlichkeit und Verstehen in Sein und Zeit (Martin Heidegger) promoviert.
Anschließend war er von 1968 bis 1975 wissenschaftlicher Assistent an den Universitäten Stuttgart und Heidelberg. 1975 habilitierte er sich in Stuttgart mit einer Studie über Bewusstsein, Identität und Sinn. 1975 übernahm van Reijen zunächst eine Dozentur an der Universität Utrecht in den Niederlanden, wo er 1985 auf den Lehrstuhl für Sozialphilosophie und politische Philosophie berufen wurde.
Van Reijen war Honorarprofessor an der Albert-Ludwigs-Universität Freiburg.

## Buchveröffentlichungen auf Deutsch
- Verstehen der Endlichkeit. Historische und systematische Untersuchungen zu einem Problem der Transzendentalphilosophie. (Freiburg (Breisgau), Univ., Diss., 1967).
- Bewusstsein, Identität und Sinn. (Stuttgart, Univ., Habil.-Schr., 1976).
- Philosophie als Kritik, Königstein/Ts. 1984/1986
- Adorno zur Einführung, Hannover 1980, Hamburg 1989
- Horkheimer zur Einführung, Hannover 1982. Hamburg 1987
- mit Gunzelin Schmid Noerr (Hrsg.): Grand Hotel Abgrund. Eine Photobiographie der Kritischen Theorie, Hamburg 1988
- Walter Benjamin (zusammen mit Norbert Bolz). Frankfurt/M. 1991
- Modernisierung. Projekt und Paradox (zusammen mit Hans van der Loo). München 1992, 2. aktualisierte Auflage 1997
- Die authentische Kritik der Moderne, München, 1994
- Der Schwarzwald und Paris, München. 1998
- Aufenthalte und Passagen. Leben und Werk Walter Benjamins (zusammen mit Herman van Doorn), Frankfurt/M. 2001
- Heidegger, München 2009

## Festschrift für van Reijen
- Bert van der Brink, Marcus Düwell, Herman van Doorn (Hrsg.): Geschichte – Politik – Philosophie : Festschrift für Willem van Reijen zum 65. Geburtstag, Paderborn : Fink 2003, ISBN 3-7705-3880-3.